# 王維新 (1901年)
王維新（1901年—？年），字源凌，男，热河凌源人，中华民国政治人物。民國37年（1948年）在熱河省選區當選第一屆立法委員。

## 生平
王维新是熱河省凌源縣劉杖子人。
- 北京師範大學畢業
- 美國威斯康星大學商科學士
- 哥倫比亞大學經濟學碩士
- 1930年2月到東北大學任經濟學系教授[4]
- 西北經濟研究委員會委員
- 西安北嶺實業公司董事長
- 泰豐煙草公司總經理
- 第四屆國民參政員[5]
- 制憲國民大會代表
- 1948年，當選立法委員，曾出席第一屆立法院第一會期財政及金融委員會、交通委員會、邊政委員會
- 1949年，帶全家到巴西開設麵粉廠[6][7][8]